# Nicola Roberts
Pour les articles homonymes, voir Roberts.
Nicola Maria Roberts, (née le 5 octobre 1985 à Stamford, Angleterre)  est une chanteuse, créatrice de mode et auteur-compositrice-interprète anglaise. Après avoir auditionné pour le télé-crochet Popstars, elle rejoint Girls Aloud. Le premier single du groupe, intitulé Sound of the Underground se place en tête des charts britanniques. Ce succès permet à Girls Aloud de gagner la compétition Popstars et de figurer plus tard dans le Livre Guinness des records en 2007 comme le groupe issu d'un télé-crochet le plus couronné de succès. Le groupe féminin constitué de cinq membres enchaîne ainsi les succès, dont vingt singles consécutifs classés dans le top 10 au Royaume-Uni, ainsi que cinq albums qui générèrent des critiques favorables. 
En 2011, elle se lance dans une carrière solo en commercialisant son premier album studio, Cinderella's Eyes, précédé par le lancement de son premier single solo, Beat of My Drum, suivi des singles Lucky Day et Yo-Yo. Néanmoins, l'opus et ses singles rencontrent un succès mitigé, l'album se classant seulement dans le top vingt des classements au Royaume-Uni, à la 17e place, malgré des critiques professionnelles positives.

## Girls Aloud
Nicola est né en Stamford, Angleterre, mais elle vient de Runcorn, dans le Cheshire, en Angleterre.
Nicola a 16 ans lorsqu'elle décide de participer à l'émission de télé-réalité Popstars: The Rivals. Elle est la seconde à être sélectionnée pour faire partie du groupe Girls Aloud.
Girls Aloud est devenu un grand succès, particulièrement en Angleterre. Elle a coécrit deux chansons pour le groupe : " I don't really hate you " et " I say a prayer for you. "
Elle a fait une apparition dans le film Saint Trinians.

## Autres projets
En 2008, elle est le nouveau visage de Vivienne Westwood. 
Elle a aussi sa propre gamme de maquillage du nom de "Dainty Doll".[réf. nécessaire]
En 2020, elle remporte la première saison de la version britannique de l'émission The Masked Singer, déguisée en reine des abeilles.[réf. souhaitée]

## Discographie

### Carrière solo

#### Albums studio
- Cinderella's Eyes (2011)

#### Singles
- Beat of My Drum (2011)
- Lucky Day (2011)
- Yo-yo (2011)[6]